# Peter Metz (Kunsthistoriker)
Peter Metz (* 26. September 1901 in Mainz; † 15. Mai 1985 in Berlin) war deutscher Kunsthistoriker, erster Direktor der Dahlemer Skulpturenabteilung der Staatlichen Museen zu Berlin und apl. Professor für Kunstgeschichte an der Universität Erlangen.

## Leben und Wirken

### Mainz (1901–1928)
Ludwig Ferdinand Peter Paul Metz wurde am 26. September 1901 als Sohn des königlich-bayerischen Hofphotographen Hanns Metz († 1923) und seiner Mutter Marie Metz geb. Hilge († 1935) als das ältere von zwei Kindern in Mainz geboren. Mit vier Jahren nahm ihn sein Vater das erste Mal mit in die Münchener Alte Pinakothek. Es war der Beginn einer lebenslangen Beschäftigung mit Kunst, Geschichte und Theologie. Schon früh versuchte er sich als Bildhauer und Maler. Nach dem Abitur 1920 am humanistischen Alten Gymnasium (später Rabanus-Maurus-Gymnasium) Mainz studierte er Kunstgeschichte, Archäologie und Geschichte in Frankfurt am Main, München, Göttingen, Köln und in Gießen. Dort promovierte er 1924 bei Christian Rauch zum Dr. phil. mit einer Dissertation über Mainzer Rokokoplastik, von der noch Teile 1928 veröffentlicht wurden. 50 Jahre später konnte ihm sein damals noch lebender Doktorvater mitteilen, dass sich Metz‘ seinerzeit gewagte Thesen durch neuere Forschungen und Funde erhärtet hätten.
Seine Tätigkeit für die Einrichtung des Mainzer Dom- und Diözesanmuseums erregte Aufsehen. Metz experimentierte mit einer neuartigen Farbgestaltung, indem er jedem Ausstellungsgegenstand eine eigene Farbe zuwies. Damit war der Weg gewiesen für eine lebenslange Beschäftigung mit der christlichen Farbsymbolik. Besonders anregen ließ er sich dabei auch durch das Studium von Goethes Hauptwerk, die „Farbenlehre“. Als Wissenschaftlicher Assistent an der Universität Mainz von 1925–1928 und Ausstellungsorganisator machte er sich bald einen Namen, vor allem durch die Mit-Organisation der großen Skulpturenausstellung „Alte Kunst am Mittelrhein“, die 1927 im Hessischen Landesmuseum Darmstadt eröffnet wurde.

### Berlin und Hanau (1928–1950)
Schon bald zog es ihn nach Berlin. Durch die geschichtliche Mission, Hauptstadt des Deutschen Kaiserreichs und damit Repräsentant des Abendlandes als kultureller und politischer Einheit zu werden, verstand er die Preußenmetropole als Symbol, als „Konkretisierung geistiger Wirklichkeiten“, und den Berliner Kunstbesitz nicht zuletzt als deren „Gedächtnis“. „Durch die Berliner Museen“, sagte er anlässlich einer Feierstunde zu seinem 80. Geburtstag in den Staatlichen Museen zu Berlin, „nimmt Berlin – als Symbol! – teil an der Geschichte der ganzen Welt, aller ihrer Völker und ganz besonders auch an der großen Tradition des Abendlandes und hier wieder an unserer eigenen, deutschen Tradition – bis zurück in die Antike. Wenn man an dieser Tradition lebendigen, wissenden, verstehenden und umfassenden Anteil haben wollte – als deutscher Provinzler – dann musste man eben nach Berlin.“ Den Berliner Museen gehörte er mit einigen Unterbrechungen seit seinem Eintritt 1928 als Volontär im Kupferstichkabinett und in der Gemäldeabteilung bis zu seiner Pensionierung 1966 leidenschaftlich an. 1930 assistierte er Ernst Friedrich Bange und Theodor Demmler bei der Neueinrichtung des Deutschen Museums, das seit 1906 als „Museum älterer deutscher Kunst“ von Wilhelm von Bode, Demmler und Max J. Friedländer geplant worden war. In ihm wurden in der Erstinszenierung 1930 Gemälde, Skulpturen, erlesene Möbel sowie eine umfangreiche Abgusssammlung gezeigt. Diese die Kunstgattungen übergreifende Inszenierung wurde Vorbild für vergleichbare Sammlungen in Paris, London und New York, aber bereits seit 1932 verändert und 1937, wieder unter Mitarbeit von Peter Metz, in eine jeweils nur Gemälden und nur Skulpturen gewidmete, konventionelle Kunstmuseums-Inszenierung zerschlagen.
1931–1932 ging er als Stipendiat des Deutschen Kunsthistorischen Instituts nach Florenz. Nach seiner kirchlichen Hochzeit 1934 mit Ingeborg Sachse (1908–1994) ging er zunächst nach Hanau. Aus dem Dienst als Bibliothekar an der Staatlichen Goldschmiedeschule musste er aus politischen Gründen ausscheiden. Die ihm 1935 angebotene Stelle als Direktor des Historischen Museums in Frankfurt am Main hatte er nicht annehmen wollen, da er dafür in die NSDAP hätte eintreten müssen. So kam er zurück nach Berlin und arbeitete – inzwischen Vater einer Tochter geworden – als unbezahlter „Wissenschaftlicher Hilfsarbeiter“ wieder an den Staatlichen Museen. Im September 1939 wurde Peter Metz in den Zweiten Weltkrieg eingezogen. Nach sechs Jahren Militärdienst konnte er 1945 wieder an seine alte Berliner Wirkstätte zurückkehren. Dort wurde er nun als Kustos angestellt. Von Ludwig Justi maßgeblich gefördert, assistierte er 1946 dem von der sowjetischen Militäradministration eingesetzten früheren Direktor der Nationalgalerie und nunmehrigen Generaldirektor der Berliner Staatlichen Museen bei einer der ersten Nachkriegs-Ausstellungen, „Wiedersehen mit Museumsgut“. Im gleichen Jahr noch habilitierte Metz sich an der Friedrich-Wilhelms-Universität über „Toskanische Inkrustationskunst der vorgotischen Zeit“ (VÖ 1947). 1948 arbeitete er als Mitarbeiter Ludwig Justis an der Einrichtung des „Museums im Schlüterbau“ (Zeughaus), in dem gerade die von ihm in den 1920er-Jahren intensiv bearbeiteten Themen der deutschen Skulpturengeschichte eine wichtig Rolle spielten. 1948 bis 1950 war er Privatdozent an der Humboldt-Universität Berlin. Kurz nach der Sprengung des Berliner Schlosses, für dessen Erhalt sich Metz 1949 eingesetzt hatte, und wenige Monate nach seiner Ernennung zum Direktor der Skulpturenabteilung der ehemaligen Staatlichen Museen in Ost-Berlin, stand er auf der „Schwarzen Liste“ der Sozialistischen Einheitspartei Deutschlands (SED) und siedelte mit seiner Familie heimlich nach West-Deutschland über.

### Nürnberg (1950–1955)
In Nürnberg fand er als Konservator am Germanischen National-Museum für ein paar Jahre eine feste Anstellung. Hier entfaltete Metz eine äußerst produktive und rege Tätigkeit, die ihn über Deutschland hinaus bekannt machte. Ab 1951 lehrte er außerdem an der Universität Erlangen. In dieser Zeit veranstaltete er zum Beispiel die Ausstellungen „Deutsche Kultur von der Spätantike bis zum Rokoko“ auf Schloss Cappenberg und „Aufgang der Neuzeit“ in Nürnberg. Daneben hielt er international beachtete Vorträge über „Idee und Erscheinungsform des Kunstwerkes “ bei den Salzburger Hochschulwochen und veröffentlichte u. a. die Bücher „Abstrakte Kunst und Kirche. Eine Studie über die Kunst in der Heilsgeschichte“ und „Ottonische Buchmalerei“. Sie nahm seine tiefkatholische Verankerung voraus. Auch eine Vortragsreihe über „Das Bild Mariens im Wandel der Jahrhunderte“ zog internationale Resonanz nach sich. Neu an Metz‘ Methode war die Einbettung der Kunstgeschichte in eine historisch-theologische Gesamtschau von größter Eindringlichkeit und Klarheit. Dabei verstand er aus konsequent katholischer Perspektive Kunstgeschichte immer auch als christliche Heilsgeschichte.
Peter Metz‘ bedeutendstes Werk dieser Zeit war die organisatorische und wissenschaftliche Betreuung der Erwerbung des „Codex Aureus Epternacensis“, des um 990 entstandenen „Goldenen Evangelienbuchs von Echternach“ für das Germanische Nationalmuseum in Nürnberg. Der Kommentar zu der Veröffentlichung des Faksimile-Bildbandes bildet die Summe seiner kunsthistorischen Erkenntnisse. Metz beschreibt die Wurzeln, die Geschichte und die Bedeutung mittelalterlicher Kunst und Kunstauffassung bis ins kleinste Detail der Bild- und Farbsymbolik hinein. Besonderes Licht fällt dabei auf seine Sicht des Selbstverständnisses des mittelalterlichen Kaisertums und der zeitgenössischen Ideenwelt. Metz gibt damit zugleich auch einen tief konservativ-katholisch geprägten Einblick in das Wesen der christlichen Kunst weit über das Beispiel des Codex‘ hinaus.

In die Nürnberger Zeit fällt auch die Übernahme der Leitung des Augustinus-Seminars, wo Metz theologische und kunsthistorische Vortragszyklen für die Allgemeinheit hielt. Keiner seiner vielen Vorträge oder Veröffentlichungen verdeckt, dass sich der Autor dem katholischen Glauben verpflichtet fühlt. Das Wissen um Gott ist für ihn die Grundlage aller Wissenschaft. In einem Interview legte er von dieser Überzeugung Zeugnis ab: 
„Er (der Mensch) mag so viel wissen wie er will, er mag über einen Wissensstoff verfügen, der es ihm erlaubt, den ganzen Weltmechanismus zu durchdringen, Raumschiffe und Atombomben zu produzieren – wenn er nicht weiß, weshalb die Welt und er selbst überhaupt da ist, wenn er kein lebendiges, vollständiges Weltbild hat, kein Wissen vom Sinn des Menschen und der Welt, dann ist er eben kaum etwas anderes als eine mehr oder minder funktionierende Intelligenzmaschine oder ein besonders intelligentes Tier […] Es gibt eben kein wirkliches Wissen ohne das Wissen um Gott, den wahren Gott, der den Menschen und alle Dinge und das Wissen um sie erschaffen hat, und der uns durch Jesus Christus geoffenbart ist. Dieses Wissen muß man sich aneignen, auch hier gibt es Wissensstoff, der bewältigt werden muß; und erst von diesem Wissen her erhält auch alles andere Wissen seinen Sinn. Der Glaube fordert das Wissen […]“.

### Berlin (1955–1966)
1955 wurde der rothaarige Rheinländer und Vater von inzwischen fünf Kindern zum ersten West-Berliner Nachkriegs-Direktor der Skulpturenabteilung an die Staatlichen Museen zu Berlin berufen. Er machte sich nun zusammen mit den anderen Abteilungsleitern an die Neuordnung der Berliner Museen. Als Chefrestaurator berief er den Künstler und Bildhauer Artur Kratz (1927–2004) an die Staatlichen Museen. In die Zeit seines Direktorats fällt die Neuerwerbung von nicht weniger als 188 zum Teil bedeutenden, akzentsetzenden und lückenschließenden Werken, wodurch die große und berühmte Sammlung gravierende Bereicherungen erfahren konnte (z. B. das Figurenpaar Heiliger Sebastian und Heiliger Florian von Martin Zürn u. v. a.).
Zunächst galt es, die Exponate überhaupt wieder der Öffentlichkeit zugänglich zu machen. Aus den vormals verlegten Beständen der Berliner Museen wurde 1957 als erste umfassende Schau der Skulpturenabteilung nach dem Krieg in der Essener Villa Hügel die Ausstellung „Europäische Bildwerke von der Spätantike bis zum Rokoko“ gezeigt. Zum 78. Katholikentag 1958 in Berlin eröffnete Metz dann im Knobelsdorff-Flügel des Berliner Schloss‘ Charlottenburg die Dauerausstellung „Christliche Kunst Europas“ und in den Messehallen die Ausstellung „Das Bild Christi“ – beide auch von so eminent theologischer Bedeutung, dass Metz dafür 1959 von Papst Johannes XXIII. mit dem Päpstlichen Ritterorden des hl. Gregor des Großen geehrt wurde. 1960 erfolgte die Ernennung zum apl. Professor der Universität Erlangen.
Metz verstand die Frage nach dem Kunstwerk zuerst als die Frage nach dem Wesen des Bildes als Symbol. Diese Grundhaltung offenbarte sich nicht zuletzt in seiner Ausstellungstätigkeit. Denn „das Kunstwerk als Bild und Schauspiel ist echtes Kunstwerk nur insofern, als ein wesenhaft Wirklicheres als es selbst in ihm und durch es erfahren werden kann“. Diese „Wirklichkeit, der der Christ begegnet“, sei nichts weniger als „die schlechthin urbildliche Wirklichkeit des transzendenten Gottes. Nachdem einmal diese Wirklichkeit faktisch in die Welt getreten ist, steht es dem Menschen nicht mehr frei, sie zu übersehen, wenn ein echtes Kunstwerk, als Bild eines wahrhaft und objektiv Wirklichen, wenn ein vollständiges Kunstwerk zustande kommen soll.“ Doch ein Kunstwerk sei nur dann überzeugend, wenn die Sinne vollständig angesprochen werden können. So bildete das Kunstwerk für ihn das „Resultat der Begegnung mit dem Sinnlichen, dem Kunstwerk als Ausdruck, als ‚Bild‘, nicht nur eines Objektiven also, sondern auch eines Subjektiven, eben der geistig-seelisch-sinnlichen Struktur des Menschen, der das Sinnliche erfährt.“ Diesem Prinzip war unter seiner Ägide auch das neue Skulpturenmuseum verpflichtet.

### Licht – Farbe – Raum: Das neue Skulpturenmuseum in Berlin-Dahlem (1966)
Am 16. April 1966 konnte das neue Skulpturenmuseum in Berlin-Dahlem eröffnet werden. In Zusammenarbeit mit dem Architekten Wils Ebert hatte Peter Metz ein zwar noch provisorisches, aber idealtypisches Skulpturenmuseum mit damals modernsten Ausstellungsprinzipien geschaffen. Die Wirkung war international. Das Neue war die Inszenierung der Bildwerke in von beiden Seiten durch riesige Fenster einfallendem Licht, mit farbig getönten Stellwänden, Podesten, Nischen und Stufen und einer als Metapher des Sternenhimmels interpretierten Gitterverkleidung an der Decke. Die Inszenierung wurde von Fachleuten des In- und Auslandes als revolutionär gewertet, als Anschluss des deutschen Museumswesens an Museumsreformer, die seit den 1940er-Jahren in Italien, Frankreich, den USA und Skandinavien wirkten. Entsprechend schieden sich an dieser Gestaltung auch die Geister. 
Metz sah in seiner Ausstellungstätigkeit einen originären künstlerischen Akt, eine Komposition mit Körper und Raum, mit Licht und Farbe: „Es ist im Grunde die Arbeit eines Bildhauers, der mit den Skulpturen, dem Raum und Lichtelementen modelliert, auch die eines Architekten, der mit ihnen baut, und hinsichtlich des Lichts und der Farben nicht zuletzt die eines Malers.“
Die drei Prinzipien Licht – Farbe – Raum leiteten seine Ausstellungsidee. Diese stellt er in einer eigenen Veröffentlichung ausführlich vor:
1. Ausgehend davon, dass die Wirkung der Kunstwerke vom Licht abhängt, das auf sie fällt, hatte er Hallen mit seitlich offenen Glaswänden bauen lassen, in denen jedes Objekt den richtig beleuchteten Platz bekam. Da es an den originalen Schauplätzen nie Oberlicht gegeben habe, sollte das Licht – vor allem Tageslicht – von der Seite auf die Exponate fallen, wodurch sich außerdem im Laufe des Tages die Beleuchtung änderte. Dadurch entstand, wie ein Rezensent äußerte, ein „lebendiger, geistig-seelischer Raum mit Kunstwerken, in dem das ganze in ihnen anschaubar wird“.
2. Neutrales Museumsgrau kann die den Kunstwerken eigene Farbigkeit töten. So sollten Tönungen der Wände die richtigen Farbrelationen herstellen. 56 Farbtöne von Hellgrau über Silbergrün bis Umbra, zeittypischen Gemälden und Bildteppichen entnommen, ließen den jeweiligen Hintergrund „wie einen farbigen Abglanz der Epoche“ wirken, „aus der das Werk stammt“.
3. Eine Skulptur steht im Raum – zugleich hat jede Figur ihren eigenen Raum. Daher wurde die Räumlichkeit der Plastiken bis hin zum kleinsten Gegenstand in der Vitrine aufeinander abgestimmt. Dadurch ergaben sich von jedem Standpunkt aus interessante Bezüge der verschiedenen Exponate untereinander, deren Wahrnehmung und historisch-theologische Deutung sich dem Betrachter aufdrängen sollten.

Die Wiedereröffnung der Skulpturenabteilung in Berlin-Dahlem stellte Peter Metz‘ kunsthistorisches Testament dar. Kurz danach wurde er in den Ruhestand versetzt – die Altersgrenze war erreicht. Aus Verärgerung darüber, dass man ihm eine Vertragsverlängerung um sechs Monate, um das Haus geordnet zu übergeben, abgeschlagen hatte, schlug er das ihm zugedachte Bundesverdienstkreuz 1. Klasse aus. Der Abschied schmerzte ihn, zumal er sah, dass schon bald nach seinem Abgang, auch aufgrund notwendiger Baumaßnahmen, aber wohl auch aus Ablehnung seiner Ideen, seine Aufstellungs-Prinzipien inzwischen beträchtlich verändert werden sollten. Sein Nachfolger Peter Bloch (Kunsthistoriker) ließ vor allem die farbliche Gestaltung vollständig weiß überstreichen. Hintergrund standen dabei auch Auseinandersetzungen über die Frage nach der Echtheit verschiedener Anschaffungen, die Metz noch später nachhaltig beschäftigten.

### Die letzten Jahre (1966–1985)
In den Jahren bis zu seinem Tod konzentrierte sich der bekennende Katholik vor allem auf eine umfangreiche wissenschaftliche und theologische Korrespondenz. Entsetzt über die Reformen der katholischen Kirche im Anschluss an das Zweite Vatikanische Konzil, setzte er sich fortan in Wort und Tat für die Erhaltung der überlieferten Liturgie der römisch-katholischen Kirche ein und engagierte sich u. a. in der Una-Voce-Bewegung. Daneben veröffentlichte er noch einige weitere wissenschaftliche Publikationen und leitete ausgedehnte Studienreisen durch ganz Europa und Russland mit seinen Erlanger Studentinnen und Studenten.
Als Peter Metz am 15. Mai 1985 nach kurzer, aber schwerer Krankheit in Berlin verstarb, schrieb die Allgemeine Zeitung Mainz: „Mit Professor Dr. Peter Metz ist einer der profiliertesten und bekanntesten deutschen Kunsthistoriker gestorben“. Er habe „überall dort, wo er einmal gearbeitet hat, bleibende Spuren hinterlassen, seine frühen wissenschaftliche Arbeiten gehören heute schon der Wissenschaftsgeschichte unserer kunstgeschichtlichen Disziplin an, und bis in seine letzten Tage hinein ist er unermüdlich tätig geblieben.“

In seinem Buch „Abstrakte Kunst und Kirche“ macht Peter Metz seinen Lesern deutlich, was als die Summe seines Lebens und Schaffens gelten kann: 
„Selbstverständlich spreche ich hier als Christ. Denn einen Standpunkt, der sozusagen zwischen den ‚Parteien‘ liegt, gibt es nicht. Stelle ich mich aber außerhalb der Kirche, so kann ich die Kirche nicht beurteilen, nicht bestimmen. Denn kein Ding kann ‚von außen her‘ erkannt werden, sondern nur von seiner Mitte her, von seinem Organisationszentrum aus, und zwar nur, indem man in dieses eintritt. Ähnlich ist es mit der Kunst. Nur wenn ich imstande bin, mich einem Kunstwerk, der Kunst überhaupt ganz hinzugeben, werde ich erfahren, was sie ist. Beides habe ich mich bemüht zu tun.“

## Veröffentlichungen (Auswahl)
- Der Dom zu Mainz (1927)
- Alte Kunst am Mittelrhein (1927)
- Zehn deutsche Dome (1939; mit K. H. Clasen)
- Der Stifterchor des Naumburger Doms. Kunstwerk und Deutung (1947)
- Idee und Erscheinungsform des Kunstwerkes. Fünf Vorlesungen (1953)
- Abstrakte Kunst und Kirche. Eine Studie über die Kunst in der Heilsgeschichte (1954)
- Das Goldene Evangelienbuch von Echternach (1956)
- Europäische Bildwerke (Katalog, 1957)
- Ottonische Buchmalerei (1959)
- Elfenbein der Spätantike (1962)
- Vom Geiste mittelalterlicher Kunst (1963)
- Die Grundlegung der Kunst des Mittelalters im Abendland, in: Braunfels, Weltkunstgeschichte, Bd. 2 (1964)
- Das neue Skulpturenmuseum in Berlin-Dahlem (1966)
- Die Zukunft der Museen, in: Festschrift Hessisches Landesmuseum Darmstadt (1970)